# Lawrence Foster
Lawrence Foster (Los Ángeles, California, 23 de octubre de 1941) es un director de orquesta estadounidense.

## Carrera
Fue nombrado director del Ballet de San Francisco a la edad de 18 años, y fue director asistente de la Filarmónica de Los Ángeles con Zubin Mehta. Ha dirigido alguna de las mejores orquestas del mundo y ha sido director musical de la Orquesta Sinfónica de Houston, la Orquesta Filarmónica de Montecarlo, la Orquesta Sinfónica de Jerusalén y la Orquesta Sinfónica de Barcelona y Nacional de Cataluña.
A finales de 1989, estaba entre los favoritos para ser nombrado director musical de la Sinfónica del Pacífico de Condado de Orange, California. En diciembre de 1989, la orquesta le ofreció a Foster el puesto, que este aceptó en principio. Una vez iniciadas las negociaciones contractuales y la planificación de la temporada y programa de la orquesta y de Foster para los años siguientes, en febrero de 1990, Foster reveló que la propuesta había sido cancelada, sobre todo por motivos problemas relativos a su salario y a las dudas sobre si su nivel de compromiso como director en Montecarlo pudiera afectar a su dedicación a la orquesta.
Desde 2002, ha sido director musical de la Orquesta Gulbenkian de Lisboa, Portugal.